# Басс, Моисей Григорьевич
Моисе́й Григо́рьевич Басс (февраль 1908, Никольск-Уссурийский, Приморская область — 1 мая 1984, Москва) — советский инженер-строитель, лауреат Ленинской премии.

## Биография
С 1924 года — рабочий на различных предприятиях.
В 1933 году окончил Московский автодорожный институт по специальности «инженер-строитель дорог и мостов», до 1935 работал там же.
В 1935—1941 в организациях Моссовета по строительству набережных и мостов.
В 1941—1945 гг. служил в РККА, инженер-майор. В 1944 г. руководил строительством киевского моста через Днепр.
С 1945 — начальник, затем главный инженер Управления дорожно-мостового строительства Москвы. С февраля 1968 по май 1984 — руководитель главного управления по науке и технике при Мосгорисполкоме.
Начиная с 1953 года, неоднократно избирался депутатом Моссовета.
Умер 1 мая 1984 года после тяжёлой болезни.

## Награды
- Ленинская премия 1959 года — за решение крупной градостроительной задачи скоростной реконструкции и благоустройства района Лужников города Москвы и создание комплекса спортивных сооружений Центрального стадиона имени В. И. Ленина.
- Ордена Ленина, Красного Знамени, Отечественной войны I степени, четыре ордена Трудового Красного Знамени, ордена Красной Звезды, «Знак Почёта».
- Медали.
- Премия Совета Министров СССР.